# Campagne 2017-2019 de l'équipe de Guinée de football
 (décembre 2021).
- Si vous ne connaissez pas le sujet, laissez ce bandeau (vous pouvez alors contacter les auteurs).
- Si vous supprimez le contenu mis en cause (vous pouvez préalablement contacter les auteurs),

argumentez précisément cette suppression dans la page de discussion
(un manque de référence n'est pas un argument ; une recherche réelle de référence doit avoir été effectuée, être formellement documentée).
 (décembre 2021).
Si vous disposez d'ouvrages ou d'articles de référence ou si vous connaissez des sites web de qualité traitant du thème abordé ici, merci de compléter l'article en donnant les références utiles à sa vérifiabilité et en les liant à la section « Notes et références ».
Chronologie
Saison suivante
La campagne 2017-2019 de l'équipe de Guinée de football fait suite à la CAN 2017. Durant cette période la sélection guinéenne dispute, outre des matchs amicaux, des
éliminatoires en vue de la qualification pour le Mondial 2018 en Russie et la qualification en vue de la  CAN 2019 ayant lieu au Cameroun.
L'équipe de Guinée est éliminée de la phase finale de la Coupe du monde de Russie 2018 .

## Effectif
| N°         | P.       | Nom                 | Club                     |          |
| Gardiens   | Gardiens | Gardiens            | Gardiens                 | Gardiens |
| ---------- | -------- | ------------------- | ------------------------ | -------- |
| 1          | G        | Aly Keita           | Östersunds FK            |          |
| 16         | G        | Naby Yattara        | AS Excelsior             |          |
| 22         | G        | Ibrahima Koné       | Pau FC                   |          |
| Défenseurs |          |                     |                          |          |
| 2          | D        | Ernest Seka         | RC Strasbourg            |          |
| 3          | D        | Issiaga Sylla       | Toulouse FC              |          |
| 4          | D        | Florentin Pogba     | Atlanta United           |          |
| 13         | D        | Mohamed Aly Keita   | Young Boys               |          |
| 17         | D        | Bouna Sarr          | Olympique de Marseille   |          |
| 20         | D        | Baïssama Sankoh     | SM Caen                  |          |
| 21         | D        | Pa Konate           | SPAL 2013                |          |
| 23         | D        | Simon Falette       | Eintracht Francfort      |          |
| Milieux    |          |                     |                          |          |
| 5          | M        | Mohamed Mady Camara | Olympiakos               |          |
| 6          | M        | Abdoulaye Touré     | FC Nantes                |          |
| 8          | M        | Ibrahima Traoré     | Borussia Mönchengladbach |          |
| 11         | M        | Kévin Constant      | AC Milan                 |          |
| 12         | M        | Amadou Diawara      | SSC Naples               |          |
| 14         | M        | Ibrahima Cissé      | Fulham                   |          |
| 15         | M        | Naby Keita          | Liverpool FC             |          |
| Attaquants |          |                     |                          |          |
| 7          | A        | José Martinez Kanté | Legia Varsovie           |          |
| 9          | A        | Idrissa Sylla       | QPR                      |          |
| 10         | A        | François Kamano     | Girondins de Bordeaux    |          |
| 18         | A        | Mohamed Yattara     | AJ Auxerre               |          |
| 19         | A        | Lass Bangoura       | Rayo Vallecano           |          |

## Équipe de Guinée de football en 2017

### Compétitions
| Date             | J   | Compétition | Adversaire    | Lieu     | Score   |
| ---------------- | --- | ----------- | ------------- | -------- | ------- |
| 24 mars 2017     | -   | A.          | Gabon         | Havre    | N (2-2) |
| 28 mars 2017     | -   | A.          | Cameroun      | Brussel  | V (1-2) |
| 6 juin 2017      | -   | A.          | Algérie       | Blida    | P (2-1) |
| 10 juin 2017     | 1er | Q.          | Côte d'Ivoire | Bouaké   | (V) 2-3 |
| 31 août 2017     | 3e  | É.          | Libye         | Conakry  | (V) 3-2 |
| 4 septembre 2017 | 4e  | É.          | Libye         | Monastir | P (1-0) |
| 7 octobre 2017   | 5e  | É.          | Tunisie       | Conakry  | P (1-4) |
| 11 novembre 2017 | 6e  | É.          | RD Congo      | Kinshasa | P (3-1) |

| Score : - G = Match gagné - N = Match nul - P = Match perdu | Compétition : - A. = Match amical - É. = Éliminatoires de la Coupe du monde de football 2018, zone Afrique, groupe A - Q. = Qualifications à la Coupe d'Afrique des nations de football 2019,groupe H |

### Buteurs
3 buts      
- François Kamano (,,)
- Naby Keita ( ,)
- Demba Camara (,,)

2 buts    
1 but  
- Abdoulaye Sadio Diallo ()
- Alkhaly Bangoura ()
- Karamokoba Keita ()

## Équipe de Guinée de football en 2018

### Matchs
| Date    | Stade, Ville, Pays                                    | Adversaire | Score | Comp | Buteurs guinéens : |
| 24 mars | Stade olympique de Nouakchott ,Nouakchott, Mauritanie | Mauritanie | -     | A    |                    |

## Statistique
| Éliminatoires de la Coupe du monde de football 2018 | Qualifications à la Coupe d'Afrique des nations de football 2019 | Coupe du monde de football 2018 | Coupe d'Afrique des nations de football 2019 |
| --------------------------------------------------- | ---------------------------------------------------------------- | ------------------------------- | -------------------------------------------- |
| 1V 0N 5D                                            | 1V 0N 0D                                                         | Pas qualifié                    |                                              |
| TOTAL: 2V 0N 5D                                     |                                                                  |                                 |                                              |

## Classement FIFA
| 2017 | janv. | fév. | mars | avril | mai | juin | juil. | août | sept. | oct. | nov. | déc. |
| ---- | ----- | ---- | ---- | ----- | --- | ---- | ----- | ---- | ----- | ---- | ---- | ---- |
| Rang |       |      |      |       |     |      |       |      | 65e   | 66e  | 66e  | 65e  |
| 2018 | janv. | fév. | mars | avril | mai | juin | juil. | août | sept. | oct. | nov. | déc. |
| Rang | 66e   | 70e  | 70e  | 69e   | 70e |      |       |      |       |      |      |      |
| 2019 | janv. | fév. | mars | avril | mai | juin | juil. |      |       |      |      |      |
| Rang |       |      |      |       |     |      |       |      |       |      |      |      |

## Bilan

### Éliminatoires de la Coupe du monde 2018
| Rang | Équipe   | Pts | J | G | N | P | Bp | Bc | Diff |  | Résultats (▼ dom., ► ext.) |     |     |     |     |
| ---- | -------- | --- | - | - | - | - | -- | -- | ---- |  | -------------------------- | --- | --- | --- | --- |
| 1    | Tunisie  | 14  | 6 | 4 | 2 | 0 | 11 | 4  | +7   |  | Tunisie                    |     | 2-1 | 0-0 | 2-0 |
| 2    | RD Congo | 13  | 6 | 4 | 1 | 1 | 14 | 7  | +7   |  | RD Congo                   | 2-2 |     | 4-0 | 3-1 |
| 3    | Libye    | 4   | 6 | 1 | 1 | 4 | 4  | 10 | -6   |  | Libye                      | 0-1 | 1-2 |     | 1-0 |
| 4    | Guinée   | 3   | 6 | 1 | 0 | 5 | 6  | 14 | -8   |  | Guinée                     | 1-4 | 1-2 | 3-2 |     |

### Éliminatoires de la Coupe d'Afrique 2019
| Rang | Équipe        | Pts | J | G | N | P | Bp | Bc | Diff |  | Résultats (▼ dom., ► ext.) |     |   |     |   |
| ---- | ------------- | --- | - | - | - | - | -- | -- | ---- |  | -------------------------- | --- | - | --- | - |
| 1    | Guinée        | 3   | 1 | 1 | 0 | 0 | 3  | 2  | +1   |  | Guinée                     |     | - | -   | - |
| 2    | Centrafrique  | 3   | 1 | 1 | 0 | 0 | 2  | 1  | +1   |  | Centrafrique               | -   |   | 2-1 | - |
| 3    | Rwanda        | 0   | 1 | 0 | 0 | 1 | 1  | 2  | -1   |  | Rwanda                     | -   | - |     | - |
| 4    | Côte d'Ivoire | 0   | 1 | 0 | 0 | 1 | 2  | 3  | -1   |  | Côte d'Ivoire              | 2-3 | - | -   |   |

## Buteurs
3 buts      
- François Kamano (,,)
- Naby Keita ( ,)
- Demba Camara (,,)

2 buts    
1 but  
- Abdoulaye Sadio Diallo ()
- Alkhaly Bangoura ()
- Karamokoba Keita ()